# Rocciano
Rocciano is een plaats (frazione) in de Italiaanse gemeente Teramo.